# Skilanglauf-Marathon-Cup 2009/10
Der Skilanglauf-Marathon-Cup 2009/10 war eine vom Weltskiverband FIS ausgetragene Wettkampfserie im Skilanglauf, die am 13. Dezember 2009 mit dem La Sgambeda begann und am 20. März 2010 mit dem Birkebeinerrennet endete. Die Wettbewerbe wurden im Rahmen der Euroloppet-Serie bzw. Worldloppet-Serie veranstaltet. Die Gesamtwertung bei den Männern gewann Fabio Santus. Bei den Frauen wurde Jenny Hansson in der Gesamtwertung erste, die drei der insgesamt zehn Rennen gewann.

## Männer

### Resultate
| 1. Skilanglauf-Marathon-Cup in Livigno – La Sgambeda | 1. Skilanglauf-Marathon-Cup in Livigno – La Sgambeda | 1. Skilanglauf-Marathon-Cup in Livigno – La Sgambeda | 1. Skilanglauf-Marathon-Cup in Livigno – La Sgambeda | 1. Skilanglauf-Marathon-Cup in Livigno – La Sgambeda |
| ---------------------------------------------------- | ---------------------------------------------------- | ---------------------------------------------------- | ---------------------------------------------------- | ---------------------------------------------------- |
| Datum                                                | Disziplin                                            | Erster Platz                                         | Zweiter Platz                                        | Dritter Platz                                        |
| 13. Dezember 2009                                    | 42 km Freistil Massenstart                           | Sergei Schirjajew                                    | Fabio Santus                                         | Rene Sommerfeldt                                     |

| 2. Skilanglauf-Marathon-Cup in Liberec – Isergebirgslauf | 2. Skilanglauf-Marathon-Cup in Liberec – Isergebirgslauf | 2. Skilanglauf-Marathon-Cup in Liberec – Isergebirgslauf | 2. Skilanglauf-Marathon-Cup in Liberec – Isergebirgslauf | 2. Skilanglauf-Marathon-Cup in Liberec – Isergebirgslauf |
| -------------------------------------------------------- | -------------------------------------------------------- | -------------------------------------------------------- | -------------------------------------------------------- | -------------------------------------------------------- |
| Datum                                                    | Disziplin                                                | Erster Platz                                             | Zweiter Platz                                            | Dritter Platz                                            |
| 10. Januar 2010                                          | 50 km klassisch Massenstart                              | Oskar Svärd                                              | Thomas Alsgaard                                          | Stanislav Řezáč                                          |

| 3. Skilanglauf-Marathon-Cup in Lienz – Dolomitenlauf | 3. Skilanglauf-Marathon-Cup in Lienz – Dolomitenlauf | 3. Skilanglauf-Marathon-Cup in Lienz – Dolomitenlauf | 3. Skilanglauf-Marathon-Cup in Lienz – Dolomitenlauf | 3. Skilanglauf-Marathon-Cup in Lienz – Dolomitenlauf |
| ---------------------------------------------------- | ---------------------------------------------------- | ---------------------------------------------------- | ---------------------------------------------------- | ---------------------------------------------------- |
| Datum                                                | Disziplin                                            | Erster Platz                                         | Zweiter Platz                                        | Dritter Platz                                        |
| 24. Januar 2010                                      | 42 km Freistil Massenstart 1                         | Fabio Santus                                         | Tobias Angerer                                       | Thomas Freimuth                                      |

| 4. Skilanglauf-Marathon-Cup im Val di Fiemme und Val di Fassa – Marcialonga | 4. Skilanglauf-Marathon-Cup im Val di Fiemme und Val di Fassa – Marcialonga | 4. Skilanglauf-Marathon-Cup im Val di Fiemme und Val di Fassa – Marcialonga | 4. Skilanglauf-Marathon-Cup im Val di Fiemme und Val di Fassa – Marcialonga | 4. Skilanglauf-Marathon-Cup im Val di Fiemme und Val di Fassa – Marcialonga |
| --------------------------------------------------------------------------- | --------------------------------------------------------------------------- | --------------------------------------------------------------------------- | --------------------------------------------------------------------------- | --------------------------------------------------------------------------- |
| Datum                                                                       | Disziplin                                                                   | Erster Platz                                                                | Zweiter Platz                                                               | Dritter Platz                                                               |
| 31. Januar 2010                                                             | 70 km klassisch Massenstart                                                 | Oskar Svärd                                                                 | Jerry Ahrlin                                                                | Jörgen Aukland                                                              |

| 5. Skilanglauf-Marathon-Cup in Mouthe – Transjurassienne | 5. Skilanglauf-Marathon-Cup in Mouthe – Transjurassienne | 5. Skilanglauf-Marathon-Cup in Mouthe – Transjurassienne | 5. Skilanglauf-Marathon-Cup in Mouthe – Transjurassienne | 5. Skilanglauf-Marathon-Cup in Mouthe – Transjurassienne |
| -------------------------------------------------------- | -------------------------------------------------------- | -------------------------------------------------------- | -------------------------------------------------------- | -------------------------------------------------------- |
| Datum                                                    | Disziplin                                                | Erster Platz                                             | Zweiter Platz                                            | Dritter Platz                                            |
| 14. Februar 2010                                         | 76 km Freistil Massenstart                               | Christophe Perrillat-Collomb                             | Mathias Fredriksson                                      | Fabio Santus                                             |

| 6. Skilanglauf-Marathon-Cup in Otepää – Tartu Maraton | 6. Skilanglauf-Marathon-Cup in Otepää – Tartu Maraton | 6. Skilanglauf-Marathon-Cup in Otepää – Tartu Maraton | 6. Skilanglauf-Marathon-Cup in Otepää – Tartu Maraton | 6. Skilanglauf-Marathon-Cup in Otepää – Tartu Maraton |
| ----------------------------------------------------- | ----------------------------------------------------- | ----------------------------------------------------- | ----------------------------------------------------- | ----------------------------------------------------- |
| Datum                                                 | Disziplin                                             | Erster Platz                                          | Zweiter Platz                                         | Dritter Platz                                         |
| 21. Februar 2010                                      | 63 km klassisch Massenstart                           | Anders Aukland                                        | Jörgen Brink                                          | Oskar Svärd                                           |

| 7 Skilanglauf-Marathon-Cup in Hayward – American Birkebeiner | 7 Skilanglauf-Marathon-Cup in Hayward – American Birkebeiner | 7 Skilanglauf-Marathon-Cup in Hayward – American Birkebeiner | 7 Skilanglauf-Marathon-Cup in Hayward – American Birkebeiner | 7 Skilanglauf-Marathon-Cup in Hayward – American Birkebeiner |
| ------------------------------------------------------------ | ------------------------------------------------------------ | ------------------------------------------------------------ | ------------------------------------------------------------ | ------------------------------------------------------------ |
| Datum                                                        | Disziplin                                                    | Erster Platz                                                 | Zweiter Platz                                                | Dritter Platz                                                |
| 27. Februar 2010                                             | 52 km Freistil Massenstart                                   | Fabio Santus                                                 | Tad Elliott                                                  | Chris Cook                                                   |

| 8. Skilanglauf-Marathon-Cup in Sälen – Wasalauf | 8. Skilanglauf-Marathon-Cup in Sälen – Wasalauf | 8. Skilanglauf-Marathon-Cup in Sälen – Wasalauf | 8. Skilanglauf-Marathon-Cup in Sälen – Wasalauf | 8. Skilanglauf-Marathon-Cup in Sälen – Wasalauf |
| ----------------------------------------------- | ----------------------------------------------- | ----------------------------------------------- | ----------------------------------------------- | ----------------------------------------------- |
| Datum                                           | Disziplin                                       | Erster Platz                                    | Zweiter Platz                                   | Dritter Platz                                   |
| 7. März 2010                                    | 90 km klassisch Massenstart                     | Jörgen Brink                                    | Daniel Tynell                                   | Stanislav Řezáč                                 |

| 9. Skilanglauf-Marathon-Cup in Samedan – Engadin Skimarathon | 9. Skilanglauf-Marathon-Cup in Samedan – Engadin Skimarathon | 9. Skilanglauf-Marathon-Cup in Samedan – Engadin Skimarathon | 9. Skilanglauf-Marathon-Cup in Samedan – Engadin Skimarathon | 9. Skilanglauf-Marathon-Cup in Samedan – Engadin Skimarathon |
| ------------------------------------------------------------ | ------------------------------------------------------------ | ------------------------------------------------------------ | ------------------------------------------------------------ | ------------------------------------------------------------ |
| Datum                                                        | Disziplin                                                    | Erster Platz                                                 | Zweiter Platz                                                | Dritter Platz                                                |
| 14. März 2010                                                | 42 km Freistil Massenstart                                   | Dario Cologna                                                | Daniel Tynell                                                | Christophe Perrillat-Collomb                                 |

| 10. Skilanglauf-Marathon-Cup in Rena – Birkebeinerrennet | 10. Skilanglauf-Marathon-Cup in Rena – Birkebeinerrennet | 10. Skilanglauf-Marathon-Cup in Rena – Birkebeinerrennet | 10. Skilanglauf-Marathon-Cup in Rena – Birkebeinerrennet | 10. Skilanglauf-Marathon-Cup in Rena – Birkebeinerrennet |
| -------------------------------------------------------- | -------------------------------------------------------- | -------------------------------------------------------- | -------------------------------------------------------- | -------------------------------------------------------- |
| Datum                                                    | Disziplin                                                | Erster Platz                                             | Zweiter Platz                                            | Dritter Platz                                            |
| 20. März 2010                                            | 54 km klassisch Massenstart                              | Anders Aukland                                           | Stanislav Řezáč                                          | Simen Østensen                                           |

### Gesamtwertung
| Rang | Name                         | Punkte |
| ---- | ---------------------------- | ------ |
| 001. | Fabio Santus                 | 417    |
| 02.  | Oskar Svärd                  | 380    |
| 03.  | Marco Cattaneo               | 317    |
| 04.  | Stanislav Řezáč              | 300    |
| 05.  | Anders Aukland               | 245    |
| 06.  | Daniel Tynell                | 225    |
| 07.  | Bruno Carrara                | 216    |
| 08.  | Mathias Fredriksson          | 203    |
| 09.  | Jörgen Brink                 | 190    |
| 10.  | Sergio Bonaldi               | 186    |
| 11.  | Jörgen Aukland               | 184    |
| 12.  | Thomas Alsgaard              | 161    |
| 13.  | Christophe Perrillat-Collomb | 160    |
| 14.  | Jerry Ahrlin                 | 159    |
| 15.  | Rikard Andreasson            | 130    |
| 16.  | Thomas Freimuth              | 106    |
| 17.  | Dario Cologna                | 100    |
| 17.  | Sergei Schirjajew            | 100    |
| 19.  | Martin Larsson               | 97     |
| 20.  | Markus Jönsson               | 93     |

| Rang | Name                       | Punkte |
| ---- | -------------------------- | ------ |
| 21.  | Svein Tore Sinnes          | 92     |
| 22.  | Tobias Angerer             | 80     |
| 22.  | Tad Elliott                | 80     |
| 24.  | Petr Novák (Skilangläufer) | 76     |
| 25.  | Audun Laugaland            | 76     |
| 26.  | Simen Østensen             | 75     |
| 27.  | Andrus Veerpalu            | 69     |
| 28.  | Dan Moberg                 | 62     |
| 29.  | Andre Haugsbö              | 62     |
| 30.  | Jens Arne Svartedal        | 61     |
| 31.  | Chris Cook                 | 60     |
| 31.  | Rene Sommerfeldt           | 60     |
| 33.  | Hagtvedt Kjetil Dammen     | 54     |
| 34.  | Geir Ludvig Aasen Ouren    | 54     |
| 35.  | Remo Fischer               | 50     |
| 36.  | Morten Pedersen            | 50     |
| 37.  | Jiří Ročárek               | 49     |
| 38.  | Markus Lejon               | 48     |
| 39.  | Alexandre Rousselet        | 47     |
| 40.  | Martin Bajčičák            | 45     |

| Rang | Name                 | Punkte |
| ---- | -------------------- | ------ |
| 40.  | Fredrik Östberg      | 45     |
| 42.  | Bruno Debertolis     | 40     |
| 43.  | Javier Gutiérrez     | 40     |
| 44.  | Michael Hinckley     | 40     |
| 45.  | Aliaksei Ivanou      | 40     |
| 46.  | Diego Ruiz           | 40     |
| 47.  | Harald Bjerke        | 40     |
| 48.  | Emmanuel Jonnier     | 36     |
| 49.  | Florian Kostner      | 36     |
| 50.  | Nikola Morandini     | 36     |
| 51.  | Morris Galli         | 36     |
| 52.  | Thomas Henriksson    | 36     |
| 53.  | Anders Palmer        | 34     |
| 54.  | Michael Eberharter   | 32     |
| 55.  | Erik Eriksson        | 32     |
| 55.  | Matthew Liebsch      | 32     |
| 55.  | Thibault Mondon      | 32     |
| 55.  | Priit Narusk         | 32     |
| 59.  | Jaak Mae             | 31     |
| 60.  | Martin Stuge Bånerud | 29     |
| 60.  | Vadim Nesterov       | 29     |

## Frauen

### Resultate
| 1. Skilanglauf-Marathon-Cup in Livigno – La Sgambeda | 1. Skilanglauf-Marathon-Cup in Livigno – La Sgambeda | 1. Skilanglauf-Marathon-Cup in Livigno – La Sgambeda | 1. Skilanglauf-Marathon-Cup in Livigno – La Sgambeda | 1. Skilanglauf-Marathon-Cup in Livigno – La Sgambeda |
| ---------------------------------------------------- | ---------------------------------------------------- | ---------------------------------------------------- | ---------------------------------------------------- | ---------------------------------------------------- |
| Datum                                                | Disziplin                                            | Erster Platz                                         | Zweiter Platz                                        | Dritter Platz                                        |
| 13. Dezember 2009                                    | 42 km Freistil Massenstart                           | Walentyna Schewtschenko                              | Antonella Confortola Wyatt                           | Julija Tschekaljowa                                  |

| 2. Skilanglauf-Marathon-Cup in Liberec – Isergebirgslauf | 2. Skilanglauf-Marathon-Cup in Liberec – Isergebirgslauf | 2. Skilanglauf-Marathon-Cup in Liberec – Isergebirgslauf | 2. Skilanglauf-Marathon-Cup in Liberec – Isergebirgslauf | 2. Skilanglauf-Marathon-Cup in Liberec – Isergebirgslauf |
| -------------------------------------------------------- | -------------------------------------------------------- | -------------------------------------------------------- | -------------------------------------------------------- | -------------------------------------------------------- |
| Datum                                                    | Disziplin                                                | Erster Platz                                             | Zweiter Platz                                            | Dritter Platz                                            |
| 10. Januar 2010                                          | 50 km klassisch Massenstart                              | Sandra Hansson                                           | Jenny Hansson                                            | Susanne Nyström                                          |

| 3. Skilanglauf-Marathon-Cup in Lienz – Dolomitenlauf | 3. Skilanglauf-Marathon-Cup in Lienz – Dolomitenlauf | 3. Skilanglauf-Marathon-Cup in Lienz – Dolomitenlauf | 3. Skilanglauf-Marathon-Cup in Lienz – Dolomitenlauf | 3. Skilanglauf-Marathon-Cup in Lienz – Dolomitenlauf |
| ---------------------------------------------------- | ---------------------------------------------------- | ---------------------------------------------------- | ---------------------------------------------------- | ---------------------------------------------------- |
| Datum                                                | Disziplin                                            | Erster Platz                                         | Zweiter Platz                                        | Dritter Platz                                        |
| 24. Januar 2010                                      | 42 km Freistil Massenstart 1                         | Jenny Hansson                                        | Natascia Leonardi Cortesi                            | Tatjana Mannima                                      |

| 4. Skilanglauf-Marathon-Cup im Val di Fiemme und Val di Fassa – Marcialonga | 4. Skilanglauf-Marathon-Cup im Val di Fiemme und Val di Fassa – Marcialonga | 4. Skilanglauf-Marathon-Cup im Val di Fiemme und Val di Fassa – Marcialonga | 4. Skilanglauf-Marathon-Cup im Val di Fiemme und Val di Fassa – Marcialonga | 4. Skilanglauf-Marathon-Cup im Val di Fiemme und Val di Fassa – Marcialonga |
| --------------------------------------------------------------------------- | --------------------------------------------------------------------------- | --------------------------------------------------------------------------- | --------------------------------------------------------------------------- | --------------------------------------------------------------------------- |
| Datum                                                                       | Disziplin                                                                   | Erster Platz                                                                | Zweiter Platz                                                               | Dritter Platz                                                               |
| 31. Januar 2010                                                             | 70 km klassisch Massenstart                                                 | Jenny Hansson                                                               | Sandra Hansson                                                              | Susanne Nyström                                                             |

| 5. Skilanglauf-Marathon-Cup in Mouthe – Transjurassienne | 5. Skilanglauf-Marathon-Cup in Mouthe – Transjurassienne | 5. Skilanglauf-Marathon-Cup in Mouthe – Transjurassienne | 5. Skilanglauf-Marathon-Cup in Mouthe – Transjurassienne | 5. Skilanglauf-Marathon-Cup in Mouthe – Transjurassienne |
| -------------------------------------------------------- | -------------------------------------------------------- | -------------------------------------------------------- | -------------------------------------------------------- | -------------------------------------------------------- |
| Datum                                                    | Disziplin                                                | Erster Platz                                             | Zweiter Platz                                            | Dritter Platz                                            |
| 14. Februar 2010                                         | 54 km Freistil Massenstart                               | Susanne Nyström                                          | Natascia Leonardi Cortesi                                | Pia Sundstedt                                            |

| 6. Skilanglauf-Marathon-Cup in Otepää – Tartu Maraton | 6. Skilanglauf-Marathon-Cup in Otepää – Tartu Maraton | 6. Skilanglauf-Marathon-Cup in Otepää – Tartu Maraton | 6. Skilanglauf-Marathon-Cup in Otepää – Tartu Maraton | 6. Skilanglauf-Marathon-Cup in Otepää – Tartu Maraton |
| ----------------------------------------------------- | ----------------------------------------------------- | ----------------------------------------------------- | ----------------------------------------------------- | ----------------------------------------------------- |
| Datum                                                 | Disziplin                                             | Erster Platz                                          | Zweiter Platz                                         | Dritter Platz                                         |
| 21. Februar 2010                                      | 63 km klassisch Massenstart                           | Sandra Hansson                                        | Jenny Hansson                                         | Anu Tähtinen                                          |

| 7 Skilanglauf-Marathon-Cup in Hayward – American Birkebeiner | 7 Skilanglauf-Marathon-Cup in Hayward – American Birkebeiner | 7 Skilanglauf-Marathon-Cup in Hayward – American Birkebeiner | 7 Skilanglauf-Marathon-Cup in Hayward – American Birkebeiner | 7 Skilanglauf-Marathon-Cup in Hayward – American Birkebeiner |
| ------------------------------------------------------------ | ------------------------------------------------------------ | ------------------------------------------------------------ | ------------------------------------------------------------ | ------------------------------------------------------------ |
| Datum                                                        | Disziplin                                                    | Erster Platz                                                 | Zweiter Platz                                                | Dritter Platz                                                |
| 27. Februar 2010                                             | 52 km Freistil Massenstart                                   | Rebecca Dussault                                             | Tazlina Mannix                                               | Brooke Gosling                                               |

| 8. Skilanglauf-Marathon-Cup in Sälen – Wasalauf | 8. Skilanglauf-Marathon-Cup in Sälen – Wasalauf | 8. Skilanglauf-Marathon-Cup in Sälen – Wasalauf | 8. Skilanglauf-Marathon-Cup in Sälen – Wasalauf | 8. Skilanglauf-Marathon-Cup in Sälen – Wasalauf |
| ----------------------------------------------- | ----------------------------------------------- | ----------------------------------------------- | ----------------------------------------------- | ----------------------------------------------- |
| Datum                                           | Disziplin                                       | Erster Platz                                    | Zweiter Platz                                   | Dritter Platz                                   |
| 7. März 2010                                    | 90 km klassisch Massenstart                     | Susanne Nyström                                 | Sandra Hansson                                  | Sofia Bleckur                                   |

| 9. Skilanglauf-Marathon-Cup in Samedan – Engadin Skimarathon | 9. Skilanglauf-Marathon-Cup in Samedan – Engadin Skimarathon | 9. Skilanglauf-Marathon-Cup in Samedan – Engadin Skimarathon | 9. Skilanglauf-Marathon-Cup in Samedan – Engadin Skimarathon | 9. Skilanglauf-Marathon-Cup in Samedan – Engadin Skimarathon |
| ------------------------------------------------------------ | ------------------------------------------------------------ | ------------------------------------------------------------ | ------------------------------------------------------------ | ------------------------------------------------------------ |
| Datum                                                        | Disziplin                                                    | Erster Platz                                                 | Zweiter Platz                                                | Dritter Platz                                                |
| 14. März 2010                                                | 42 km Freistil Massenstart                                   | Susanne Nyström                                              | Seraina Mischol                                              | Selina Gasparin                                              |

| 10. Skilanglauf-Marathon-Cup in Rena – Birkebeinerrennet | 10. Skilanglauf-Marathon-Cup in Rena – Birkebeinerrennet | 10. Skilanglauf-Marathon-Cup in Rena – Birkebeinerrennet | 10. Skilanglauf-Marathon-Cup in Rena – Birkebeinerrennet | 10. Skilanglauf-Marathon-Cup in Rena – Birkebeinerrennet |
| -------------------------------------------------------- | -------------------------------------------------------- | -------------------------------------------------------- | -------------------------------------------------------- | -------------------------------------------------------- |
| Datum                                                    | Disziplin                                                | Erster Platz                                             | Zweiter Platz                                            | Dritter Platz                                            |
| 20. März 2010                                            | 54 km klassisch Massenstart                              | Jenny Hansson                                            | Karianne Bjelllaanes                                     | Antonella Confortola Wyatt                               |